# 麥榮
麥榮，香港水墨畫家，尤精於以植物及海魚等海底世界為主題畫作。身為壁畫學會的籌組成員，是舊蘇屋邨內拱形天花壁畫，亦是香港唯一一幅公共天花壁畫的作者。他於2011年7月1日至7日，曾經在賽馬會創意藝術中心（JCCAC）藝術村舉行過「如山之虫」個人作品展。